# Peremysjljany
Peremysjljany (ukrainsk: Перемишляни, polsk: Przemyślany, jiddisch: פרעמישלאן) er en by i Lviv rajon, Lviv oblast (region) i Ukraine. Den er hjemsted  for administrationen af Peremysjljany byhromada, en af Ukraines hromadaer. I 2021 havde byen  6.552 indbyggere.

## Historie
Przemyślany, som byen hedder på polsk, blev første gang nævnt som en landsby i 1437. Indtil Polens delinger (1772) var den en del af Polens Ruthensk voivodskab. I 1623 fik Przemyslany Magdeburgrettigheder. I 1772 - 1918 tilhørte det det østrigske Galicien, og i 1918 vendte det tilbage til Polen. I Den anden polske republik var det sæde for et amt i Tarnopol voivodskab. Byen havde en jødisk befolkning på 2.934 i 1900 De fleste af dem blev myrdet i Holocaust.

## Administration
Indtil den 18. juli 2020 var Peremysjljany det administrative centrum for Peremysjljany rajon. Rajonen blev ophævet i juli 2020 som en del af den administrative reform i Ukraine, der reducerede antallet af rajoner i Lviv Oblast til syv. Området i Peremysjljany rajon blev slået sammen med Lviv rajon.

## Galleri
- Hovedgaden i Peremysjljany
- Lokal skole og Taras Shevchenko-monument
- Sankt  Peter og  Paul-kirken
- Peremysjljanys gamle bydel
- Sankt Nicholas kirke